# Musaeum Tradescantianum
Il Musaeum Tradescantianum è stato il primo museo aperto al pubblico stabilitosi in Inghilterra.

## Storia
Situato a Vauxhall nel sud di Londra, comprendeva una raccolta di curiosità assemblata da John Tradescant e suo figlio in un edificio chiamato The Ark, e una collezione botanica nel parco del palazzo. Turret House, la casa di famiglia, è stata demolita nel 1881 e la tenuta è stata ricostruita. La casa sorgeva sul sito dell'attuale Tradescant Road e Walberswick Street, off South Lambeth Road.

## La collezione
Tradescant divise le mostre in oggetti naturali (naturalia) e oggetti artificiali (artificialia). Il primo racconto della raccolta, da Peter Mundy, è dal 1634. Dopo la morte del Tradescant anziano e sua moglie, la collezione passò nelle mani del ricco collezionista Elias Ashmole, che nel 1691 la diede alla Oxford University come nucleo dell'Ashmolean Museum.
La collezione Tradescant è il primo importante gabinetto inglese di curiosità. Altre collezioni famose in Europa sorsero precedentemente, per esempio la Kunst- und Wunderkammer dell'imperatore Rodolfo II a Praga è da datarsi entro la fine del XVI secolo.